# Gloria Connors
Gloria Florence Connors, z domu Thompson (ur. 24 stycznia 1924 w East Saint Louis, zm. 8 stycznia 2007 w Belleville) – amerykańska tenisistka, matka i trenerka wielokrotnego zwycięzcy turniejów wielkoszlemowych Jimmy’ego Connorsa.

## Kariera zawodowa
W latach 40., głównie za sprawą swojej matki Berthy, rywalizowała na kortach, odnosząc sukcesy w turniejach regionalnych w Illinois. W 1942 i 1943 występowała w mistrzostwach USA (obecne US Open). Jej mąż był inżynierem, doczekali się dwóch synów – Johna i Jamesa.
Wspierana przez swoją matkę, postanowiła za pośrednictwem dzieci spełnić własne marzenia o wielkiej karierze tenisowej. John nie wykazywał większego zainteresowania. James, znany później pod zdrobniałą formą imienia Jimmy, po raz pierwszy otrzymał rakietę do ręki w wieku 2 lat, a regularne treningi z matką rozpoczął jako 6-latek (babka była konsultantem technicznym). Gloria Connors pozostawała przez kilka lat jedyną sparingpartnerką syna, co okazało się wkrótce pewnym problemem – przeciwnicy Jimmy’ego w juniorskich turniejach grali szybciej i mocniej. W związku z tym w wieku 14 lat Connors wysłany został do Los Angeles, gdzie matka umożliwiła mu treningi u słynnego Pancho Segury. Młody zawodnik pobrał również kilka lekcji u innego mistrza tenisa zawodowego, Pancho Gonzáleza.
Niezależnie od sporadycznych konsultacji u obu znakomitości tenisowych Gloria Connors pozostała trenerką syna przez całą jego karierę. Towarzyszyła mu w turniejach zarówno na etapie juniorskim, jak i w rywalizacji wśród dorosłych graczy, a potem wśród zawodowców. Pod jej opieką trenerską Jimmy Connors osiągnął pozycję lidera rankingu światowego (zajmował ją przez 268 tygodni) i 15 finałów wielkoszlemowych, z czego osiem zwycięskich. Należało do niego także wiele innych rekordów. W wielu wywiadach Connors podkreślał rolę matki w jego karierze sportowej – jak sam mówił, zawdzięczał jej zainteresowanie tenisem, a także waleczny charakter na korcie.
Gloria Connors, uważana za jedną z bardziej znanych matek-trenerek tenisowych (podobną rolę spełniała np. później przy Martinie Hingis Melanie Molitor), udzielała się także społecznie w Belleville. Trenowała dzieci, otwierając im szansę na wyrwanie się z ubóstwa za pośrednictwem sportu. Po raz ostatni wystąpiła publicznie w lipcu 1998, na uroczystości przyjęcia syna do Międzynarodowej Tenisowej Galerii Sławy w Newport (Rhode Island). Zmarła w styczniu 2007 w wieku 82 lat. Jimmy Connors po zakończeniu długiej i bogatej w sukcesy kariery również próbował sił jako trener, prowadząc m.in. swojego młodszego rodaka Andy’ego Roddicka.